# Епархия Шаньтоу
 Епархия Шаньтоу  (лат. Dioecesis Scianteuvensis) — епархия Римско-Католической церкви с центром в городе Шаньтоу, Китай. Епархия Шаньтоу входит в митрополию Гуанчжоу. Кафедральным собором епархии Шаньтоу является церковь святого Иосифа в городе Шаньтоу.

## История
6 апреля 1914 года Святой Престол учредил Апостольский викариат Чжаочжоу, выделив его из апостольского викариата Гуандуна (сегодня — Архиепархия Гуанчжоу). 18 августа 1915 года апостольский викариат Чжаочжоу был переименован в апостольский викариат Шаньтоу.
В 1924 и 1929 годах апостольский викариат Шаньтоу передал часть своей территории в пользу возведения новых апостольских префектур Цзянмэня и Цзяина (сегодня — Епархия Цзянмэня и Епархия Цзяина).
11 апреля 1946 года Римский папа Пий XII издал буллу Quotidie Nos, которой преобразовал апостольский викариат Шаньтоу в епархию.

## Ординарии епархии
- епископ Adolphe Rayssac (17.07.1914 — 1.05.1935);
- епископ Charles Vogel (9.12.1935 — 13.04.1958);
  - Sede vacante (c 13.04.1958 — по настоящее время).

## Источник
- Annuario Pontificio, Libreria Editrice Vaticana, Città del Vaticano, 2003, ISBN 88-209-7422-3
- Булла Quotidie Nos, AAS 38 (1946), стр. 301  (лат.)